# Chủ nghĩa công xã
Chủ nghĩa công xã hay chủ nghĩa duy xã (tiếng Anh: communalism) là một thuật ngữ hiện đại dùng để mô tả một loạt các học thuyết và phong trào xã hội trong đó đều có điểm chung là bằng cách này hay cách khác tất cả đều đặt trọng tâm vào cộng đồng. Chủ nghĩa cộng đồng có thể có hình thức chung sống cùng nhau trong một cộng đồng hay có tài sản chung của cả cộng đồng và nhiều hình thức khác.
Khái niệm này bắt nguồn từ lối sống công xã (commune) mà có thể nhiều người biết qua mô hình Công xã Paris. Chủ nghĩa công xã cũng cùng một hệ quan điểm cánh tả với Chủ nghĩa cộng đồng (communitarianism) và Chủ nghĩa cộng sản (communism).